# Universidad Howard
La Universidad Howard es una universidad privada ubicada en Washington D. C., Estados Unidos.
Howard es una de las facultades y universidades históricamente negras y en ella se gradúan más doctorados negros que en cualquier otra universidad de los Estados Unidos. Fue fundada en 1867 y nombrada en honor al General Oliver Howard. 

## Alumnado
Entre sus estudiantes más conocidos están Chadwick Boseman, Toni Morrison, Thurgood Marshall, Jessye Norman, Keith Mitchell, Ossie Davis, Debbie Allen, Donny Hathaway, Roberta Flack, Claude Brown, Shaka Hislop, Richard Smallwood, Jan Carew, Phylicia Rashād y Kamala Harris, Amiri Baraka